# Copa América 1975
Navigation
Uruguay 1967 1979
La Copa América 1975 est la trentième édition du championnat sud-américain de football des nations, qui se déroule du 17 juillet au 28 octobre 1975. Huit ans après sa dernière édition, la compétition prend officiellement l'appellation « Copa América » à partir de cette date. 
Pour cette Copa América nouvelle formule, la totalité des rencontres se disputent en matchs aller-retour (à domicile et à l'extérieur) : il n'y a donc pas de tournoi proprement dit organisé dans l'un des pays participants. 
Les participants sont les dix pays membres de la confédération sud-américaine l'Argentine, la Bolivie, le Brésil, le Chili, la Colombie, l'Équateur, le Paraguay, le Pérou, l'Uruguay et le Venezuela. Le premier tour concerne neuf des dix équipes, réparties en trois groupes de trois. Le premier de chaque poule se qualifie pour les demi-finales, le quatrième qualifié pour le dernier carré étant l'Uruguay, exempté de premier tour en tant que tenant du titre.
Un troisième match sur terrain neutre est prévu pour la finale (uniquement) en cas d'égalité de points entre les finalistes à l'issue des matchs aller-retour. Ce n'est qu'en cas d'égalité après prolongation à l'issue du match d'appui que les scores des deux matchs précédents sont pris en compte pour départager les équipes. La Colombie et le Pérou s'imposent à domicile respectivement à Bogota (1-0) puis à Lima (2-0) et doivent disputer le troisième match décisif à Caracas au Venezuela. Cette dernière rencontre tourne à l'avantage du Pérou (1-0), sacré champion d'Amérique du Sud pour la deuxième fois.

## Premier tour

### Groupe A
| Classement final |           |     |   |   |   |   |    |    |      |
|                  | Équipe    | Pts | J | G | N | P | BP | BC | Diff |
| 1                | Brésil    | 8   | 4 | 4 | 0 | 0 | 13 | 1  | +12  |
| 2                | Argentine | 4   | 4 | 2 | 0 | 2 | 17 | 4  | +13  |
| 3                | Venezuela | 0   | 4 | 0 | 0 | 4 | 1  | 26 | -25  |

| 31 juillet | Venezuela | 0  | 4 | Brésil    |
| 3 août     | Venezuela | 1  | 5 | Argentine |
| 6 août     | Brésil    | 2  | 1 | Argentine |
| 10 août    | Argentine | 11 | 0 | Venezuela |
| 13 août    | Brésil    | 6  | 0 | Venezuela |
| 16 août    | Argentine | 0  | 1 | Brésil    |

| 31 juillet 1975 | Venezuela | 0 – 4   | Brésil                                     | Estadio Olímpico (Caracas)                     |                                                |
|                 |           | (0 - 1) | Romeu 2e · Danival 50e · Palhinha 82e, 88e | Spectateurs : 20 000 Arbitrage : Carlos Rivero | Spectateurs : 20 000 Arbitrage : Carlos Rivero |

| 3 août 1975 | Venezuela   | 1 – 5   | Argentine                                      | Estadio Olímpico (Caracas)                         |                                                    |
|             | Iriarte 14e | (1 - 3) | Luque 12e, 34e, 66e · Kempes 30e · Ardiles 86e | Spectateurs : 15 000 Arbitrage : Rafael Hormazábal | Spectateurs : 15 000 Arbitrage : Rafael Hormazábal |

| 6 août 1975 | Brésil                  | 2 – 1   | Argentine | Mineirão (Belo Horizonte)                      |                                                |
|             | Nelinho 31e, 55e (pen.) | (1 - 1) | Asad 11e  | Spectateurs : 80 000 Arbitrage : Ramón Barreto | Spectateurs : 80 000 Arbitrage : Ramón Barreto |

| 10 août 1975 | Argentine                                                                                           | 11 – 0  | Venezuela | Cor de León (Rosario)                        |                                              |
|              | D. Killer 8e, 41e, 62e · Ardiles 39e · Kempes 53e, 81e · Zanabria 56e, 64e · Bóveda 80e · Luque 85e | (4 - 0) |           | Spectateurs : 50 000 Arbitrage : Pedro Reyes | Spectateurs : 50 000 Arbitrage : Pedro Reyes |

| 13 août 1975 | Brésil                                                                        | 6 – 0   | Venezuela | Mineirão (Belo Horizonte)                      |                                                |
|              | Roberto Batata 6e, 79e · Nelinho 9e · Danival 37e · Campos 53e · Palhinha 65e | (3 - 0) |           | Spectateurs : 32 000 Arbitrage : Carlos Rivero | Spectateurs : 32 000 Arbitrage : Carlos Rivero |

| 16 août 1975 | Argentine | 0 – 1   | Brésil      | Cor de León (Rosario)                          |                                                |
|              |           | (0 - 1) | Danival 45e | Spectateurs : 50 000 Arbitrage : Carlos Robles | Spectateurs : 50 000 Arbitrage : Carlos Robles |

### Groupe B
| Classement final |         |     |   |   |   |   |    |    |      |
|                  | Équipe  | Pts | J | G | N | P | BP | BC | Diff |
| 1                | Pérou   | 7   | 4 | 3 | 1 | 0 | 8  | 3  | +5   |
| 2                | Chili   | 3   | 4 | 1 | 1 | 2 | 7  | 6  | +1   |
| 3                | Bolivie | 2   | 4 | 1 | 0 | 3 | 3  | 9  | -6   |

| 17 juillet | Chili   | 1 | 1 | Pérou   |
| 20 juillet | Bolivie | 2 | 1 | Chili   |
| 27 juillet | Bolivie | 0 | 1 | Pérou   |
| 7 août     | Pérou   | 3 | 1 | Bolivie |
| 13 août    | Chili   | 4 | 0 | Bolivie |
| 20 août    | Pérou   | 3 | 1 | Chili   |

| 17 juillet 1975 | Chili        | 1 – 1   | Pérou     | Estadio Nacional (Santiago)                         |                                                     |
|                 | Crisosto 10e | (1 - 0) | Rojas 72e | Spectateurs : 50 000 Arbitrage : Omar Delgado Gómez | Spectateurs : 50 000 Arbitrage : Omar Delgado Gómez |

| 20 juillet 1975 | Bolivie        | 2 – 1   | Chili      | Estadio Jesús Bermúdez (Oruro)                |                                               |
|                 | Mezza 60e, 75e | (0 - 1) | Gamboa 41e | Spectateurs : 18 000 Arbitrage : Héctor Ortiz | Spectateurs : 18 000 Arbitrage : Héctor Ortiz |

| 27 juillet 1975 | Bolivie | 0 – 1   | Pérou       | Estadio Jesús Bermúdez (Oruro)                     |                                                    |
|                 |         | (0 - 1) | Ramírez 17e | Spectateurs : 18 000 Arbitrage : Alberto Ducatelli | Spectateurs : 18 000 Arbitrage : Alberto Ducatelli |

| 7 août 1975 | Pérou                                       | 3 – 1   | Bolivie          | Estadio Nacional (Lima)                               |                                                       |
|             | Ramírez 7e (pen.) · Cueto 26e · Oblitas 52e | (2 - 0) | Mezza 58e (pen.) | Spectateurs : 40 000 Arbitrage : Romualdo Arppi Filho | Spectateurs : 40 000 Arbitrage : Romualdo Arppi Filho |

| 13 août 1975 | Chili                                       | 4 – 0   | Bolivie | Estadio Nacional (Santiago)                        |                                                    |
|              | Araneda 40e, 87e · Ahumada 61e · Gamboa 71e | (1 - 0) |         | Spectateurs : 15 000 Arbitrage : Arturo Ithurralde | Spectateurs : 15 000 Arbitrage : Arturo Ithurralde |

| 20 août 1975 | Pérou                                 | 3 – 1   | Chili       | Estadio Alianza Lima (Lima)                           |                                                       |
|              | Rojas 3e · Oblitas 32e · Cubillas 39e | (3 - 0) | Reinoso 76e | Spectateurs : 40 000 Arbitrage : Juan José Fortunatto | Spectateurs : 40 000 Arbitrage : Juan José Fortunatto |

### Groupe C
| Classement final |          |     |   |   |   |   |    |    |      |
|                  | Équipe   | Pts | J | G | N | P | BP | BC | Diff |
| 1                | Colombie | 8   | 4 | 4 | 0 | 0 | 7  | 1  | +6   |
| 2                | Paraguay | 3   | 4 | 1 | 1 | 2 | 5  | 5  | 0    |
| 3                | Équateur | 1   | 4 | 0 | 1 | 3 | 4  | 10 | -6   |

| 20 juillet | Colombie | 1 | 0 | Paraguay |
| 24 juillet | Équateur | 2 | 2 | Paraguay |
| 27 juillet | Équateur | 1 | 3 | Colombie |
| 30 juillet | Paraguay | 0 | 1 | Colombie |
| 7 août     | Colombie | 2 | 0 | Équateur |
| 10 août    | Paraguay | 3 | 1 | Équateur |

| 20 juillet 1975 | Colombie | 1 – 0   | Paraguay | El Campín (Bogota)                                    |                                                       |
|                 | Díaz 83e | (0 - 0) |          | Spectateurs : 60 000 Arbitrage : Romualdo Arppi Filho | Spectateurs : 60 000 Arbitrage : Romualdo Arppi Filho |

| 24 juillet 1975 | Équateur                  | 2 – 2   | Paraguay        | Estadio Modelo (Guayaquil)                      |                                                 |
|                 | Lasso 38e · Castañeda 47e | (1 - 1) | Kiesse 16e, 87e | Spectateurs : 50 000 Arbitrage : Mario Fiorenza | Spectateurs : 50 000 Arbitrage : Mario Fiorenza |

| 27 juillet 1975 | Équateur    | 1 – 3   | Colombie                           | Estadio Olímpico Atahualpa (Quito)                     |                                                        |
|                 | Carrera 40e | (1 - 1) | Ortiz 15e · Retat 75e · Castro 83e | Spectateurs : 45 000 Arbitrage : Miguel Ángel Comesaña | Spectateurs : 45 000 Arbitrage : Miguel Ángel Comesaña |

| 30 juillet 1975 | Paraguay | 0 – 1 | Colombie | Estadio Defensores del Chaco (Asuncion)               |                                                       |
|                 |          |       | Díaz 40e | Spectateurs : 50 000 Arbitrage : Arnaldo Cézar Coelho | Spectateurs : 50 000 Arbitrage : Arnaldo Cézar Coelho |

| 7 août 1975 | Colombie                         | 2 – 0   | Équateur | El Campín (Bogota)                             |                                                |
|             | Díaz 15e · Calero 42e · Arboleda | (2 - 0) | Cabezas  | Spectateurs : 50 000 Arbitrage : Carlos Robles | Spectateurs : 50 000 Arbitrage : Carlos Robles |

| 10 août 1975 | Paraguay                  | 3 – 1   | Équateur      | Estadio Defensores del Chaco (Asuncion)          |                                                  |
|              | Báez 21e · Rolón 39e, 58e | (2 - 1) | Castañeda 31e | Spectateurs : 10 000 Arbitrage : Armando Marques | Spectateurs : 10 000 Arbitrage : Armando Marques |

## Demi-finales

### Matchs aller
| 21 septembre 1975                                                                                         | Colombie                          | 3 – 0 | Uruguay | El Campín (Bogota)                            |                                               |
| | Angulo 53e · Ortiz 70e · Díaz 90e | (0 - 0) |         | Spectateurs : 55 000 Arbitrage : César Orosco | Spectateurs : 55 000 Arbitrage : César Orosco |
| Zape - Segovia, Zárate, Escobar, Bolaño - Umaña, Retat ( Lóndero), Calero - Ortiz, Díaz, Castro ( Angulo) | Équipes                           | Corbo - De los Santos ( 17e), Olivera, González, Acosta - Mier Segovia, Forlán ( 75e Lorenzo), Unanue - Silva, Morena, Ocampo ( 70e Morales) |         | Spectateurs : 55 000 Arbitrage : César Orosco | Spectateurs : 55 000 Arbitrage : César Orosco |

| 30 septembre 1975 | Brésil             | 1 – 3 | Pérou                             | Mineirão (Belo Horizonte)                              |                                                        |
| | Roberto Batata 54e | (0 - 1) | Casaretto 19e, 88e · Cubillas 82e | Spectateurs : 25 000 Arbitrage : Miguel Ángel Comesaña | Spectateurs : 25 000 Arbitrage : Miguel Ángel Comesaña |
| Raul - Nelinho, Miguel ( Zé Carlos), Piazza, Getúlio - Vanderlei Paiva, Geraldo, Roberto Batata - Palhinha, Roberto Dinamite ( Reinaldo), Romeu | Équipes            | Sartor - Soria ( Navarro), Meléndez, Chumpitaz, Díaz - Ojeda, Quesada, Cubillas - Casaretto, Ramírez, Oblitas |                                   | Spectateurs : 25 000 Arbitrage : Miguel Ángel Comesaña | Spectateurs : 25 000 Arbitrage : Miguel Ángel Comesaña |

### Matchs retour
| 1er octobre 1975 | Uruguay           | 1 – 0                                                                                                  | Colombie | Stade Centenario (Montevideo)                      |                                                    |
| | Morena 17e (pen.) | (1 - 0)                                                                                                |          | Spectateurs : 70 000 Arbitrage : Rafael Hormazábal | Spectateurs : 70 000 Arbitrage : Rafael Hormazábal |
| Corbo - Peruena ( 86e Pereira), Chagas, González, Acosta - Mier Segovia, Forlán, Carrasco - Silva, Morena ( 80e), Lorenzo ( 63e Revetria) | Équipes           | Zape - Segovia, Zárate ( Soto, Escobar, Bolaño - Umaña, Retat, Calero - Ortiz ( Caicedo), Díaz, Castro |          | Spectateurs : 70 000 Arbitrage : Rafael Hormazábal | Spectateurs : 70 000 Arbitrage : Rafael Hormazábal |

| 4 octobre 1975 | Pérou   | 0 – 2 | Brésil                          | Estadio Alejandro Villanueva (Lima)                |                                                    |
| |         | (0 - 1) | Meléndez 10e (csc) · Campos 61e | Spectateurs : 55 000 Arbitrage : Arturo Ithurralde | Spectateurs : 55 000 Arbitrage : Arturo Ithurralde |
| Sartor - Soria, Meléndez, Chumpitaz, Díaz - Rojas, Quesada, Cubillas - Casaretto, Ramírez ( Ojeda), Oblitas ( Ruiz) | Équipes | Valdir Peres - Nelinho, Vantuir, Piazza, Getúlio - Vanderlei Paiva, Zé Carlos, Roberto Batata - Geraldo ( Palhinha), Campos ( Roberto Dinamite), Romeu |                                 | Spectateurs : 55 000 Arbitrage : Arturo Ithurralde | Spectateurs : 55 000 Arbitrage : Arturo Ithurralde |

## Finale

### Match aller
| 16 octobre 1975                                                                                  | Colombie   | 1 – 0                                                                                            | Pérou | El Campín (Bogota)                                     |                                                        |
|                                                                                                  | Castro 38e | (1 - 0)                                                                                          |       | Spectateurs : 50 000 Arbitrage : Miguel Ángel Comesaña | Spectateurs : 50 000 Arbitrage : Miguel Ángel Comesaña |
| Zape - Segovia, Zárate, Escobar, Bolaño - Umaña, Retat, Calero - Lóndero, Rendón ( Díaz), Castro | Équipes    | Sartor - Soria, Meléndez, Chumpitaz, Díaz - Rojas, Quesada, Ojeda - Barbadillo, Ramírez, Oblitas |       | Spectateurs : 50 000 Arbitrage : Miguel Ángel Comesaña | Spectateurs : 50 000 Arbitrage : Miguel Ángel Comesaña |

### Match retour
| 22 octobre 1975                                                                                          | Pérou                     | 2 – 0                                                                                      | Colombie | Estadio Nacional (Lima)                                |                                                        |
| | Oblitas 18e · Ramírez 44e | (2 - 0)                                                                                    |          | Spectateurs : 50 000 Arbitrage : Juan Silvagno Cavanna | Spectateurs : 50 000 Arbitrage : Juan Silvagno Cavanna |
| Sartor - Soria, Meléndez, Chumpitaz, Díaz - Rojas, Quesada, Ojeda - Barbadillo ( Ruiz), Ramírez, Oblitas | Équipes                   | Zape - Segovia, Zárate, Escobar, Bolaño - Umaña, Retat, Calero - Lóndero, Arboleda, Castro |          | Spectateurs : 50 000 Arbitrage : Juan Silvagno Cavanna | Spectateurs : 50 000 Arbitrage : Juan Silvagno Cavanna |

### Match d'appui
| 28 octobre 1975                                                                                         | Pérou     | 1 – 0 | Colombie | Estadio Olímpico (Caracas, Venezuela)          |                                                |
| | Sotil 25e | (1 - 0) |          | Spectateurs : 30 000 Arbitrage : Ramón Barreto | Spectateurs : 30 000 Arbitrage : Ramón Barreto |
| Sartor - Soria, Meléndez, Chumpitaz, Díaz - Rojas ( Ramírez), Quesada, Ojeda - Cubillas, Sotil, Oblitas | Équipes   | Zape - Segovia, Zárate, Escobar, Bolaño - Umaña ( Retat), Ortiz, Calero - Campaz, Arboleda, Díaz ( Castro) |          | Spectateurs : 30 000 Arbitrage : Ramón Barreto | Spectateurs : 30 000 Arbitrage : Ramón Barreto |

| Copa América 1975 - Vainqueur Pérou 2e titre |

## Meilleurs buteurs
4 buts
- Leopoldo Luque
- Ernesto Díaz

3 buts
- Mario Kempes
- Daniel Killer
- Ovidio Mezza
- Danival
- Nelinho
- Palhinha
- Roberto Batata
- Juan Carlos Oblitas
- Oswaldo Ramírez